# Francisco da Fonseca
Francisco da Fonseca (Évora, 1668 — Roma, 1738), foi um padre jesuíta e historiador português.

## Obras
- Embaixada do conde de Vilarmaior, Fernando Teles da Silva, de Lisboa à Corte de Viena (1717)[2][1]
- Évora Gloriosa (1728)[1]